# Procuradoria-Geral da República da Irlanda
O Procurador-Geral (em irlandês: And tArd-Aighne) é um funcionário constitucional e assessor do Governo da República da Irlanda em matéria de Direito. Ele é, na verdade, o principal chefe da lei na Irlanda. O procurador-geral não é um membro do Governo, mas participa nas reuniões de gabinete quando convidado pelo Governo. 
Como o Procurador-Geral, aconselha o Governo sobre a constitucionalidade da lei e tratados, ele apresenta também o caso do Governo se o Presidente referir-se a qualquer lei ao Supremo Tribunal, nos termos do artigo 26 da Constituição da Irlanda, antes da assinatura do mesmo. 
O Procurador-Geral tem poucos direitos de acusação, estes são limitados a funções no âmbito de atos de extradição e de pesca. Em vez disso, o Director do Ministério Público tem a responsabilidade de todos os outros processos penais no Estado. 
O Gabinete do Procurador-Geral é constituído por um número de diferentes serviços: 
- O Conselho Consultor para o Procurador-Geral (aconselhamento jurídico)
- O Gabinete do Conselho Parlamentar (elaboração de legislação)
- O Gabinete do Solicitador do Chefe de Estado (fornecendo litígios, transferência e outros serviços transaccionais)
- A Unidade do Estatuto da Revisão da Lei (simplificar e melhorar o corpo do estatuto da lei)

Parte das funções do Procurador-Geral tem sido a de identificar e preparar a revogação de toda a legislação aprovada antes da independência. Isto inclui leis do Reino Unido da Grã-Bretanha e da Irlanda, Grã-Bretanha, Inglaterra e o Parlamento irlandês. Por exemplo, o abate de bovinos em Dublin está ainda regulamentado, em parte por um ato irlandês de 1743, enquanto o "Tratamento dos Comerciantes Estrangeiros" é regido pelo 25 Edw. 1 Carta Magna c. 30, um acto do Parlamento da Inglaterra datado de 1297. 
O escritório, que foi criado em 1937 pela Constituição da Irlanda, é um sucessor linear do Instituto da Procuradoria-Geral da Irlanda, Procuradoria-Geral para o Sul da Irlanda e da Procuradoria-Geral do Estado Livre Irlandês. 
O atual Procurador-Geral da República da Irlanda é Paul Gallagher, desde 14 de Junho de 2007.